# Аулпи (Казерта)
Аулпи је насеље у Италији у округу Казерта, региону Кампанија.
Према процени из 2011. у насељу је живело 59 становника. Насеље се налази на надморској висини од 170 м.